# Iluzja grupowania
Iluzja grupowania – naturalna tendencja ludzi do zauważania wzorców tam, gdzie w rzeczywistości ich nie ma. Ponieważ elementy każdego układu pozostają ze sobą zawsze w jakiejś relacji, jeśli jest ich wystarczająco wiele, to zawsze możemy znaleźć wśród nich coś, co będzie sprawiało wrażenie regularności. Szczególnym przykładem takich znajdowanych sztucznie regularności są gwiazdozbiory na nocnym niebie.
W badaniach psychologicznych iluzję grupowania łatwo zaobserwować, prezentując ludziom ciągi losowe i regularne i prosząc o ocenę ich losowości. Przykładowo większość ludzi określi sekwencję "OXXXOXXXOXXOOOXOOXXOO" (Gilovich, 1993) jako nie-losową, podczas gdy w rzeczywistości ma wszelkie cechy sekwencji wygenerowanej losowo (prawie równa liczba obu symboli i czterech możliwych sąsiadujących par). W losowych sekwencjach ludzie oczekują zwykle większej liczby alternacji, niż wynikałoby to ze statystyki. W rzeczywistości większość losowo wygenerowanych ciągów jest oceniana jako prawdopodobne.
Innym przykładem są odpowiedzi w testach jednokrotnego wyboru. Rozwiązujący testy uznają zwykle, że długi ciąg tych samych liter jest mało prawdopodobny i zdarza się, że wybierają nieprawidłową odpowiedź jedynie po to, żeby złamać serię. Amerykańskie egzaminy SAT biorą ten fakt pod uwagę.